# Hartmeyeria chinensis
Hartmeyeria chinensis är en sjöpungsart som beskrevs av Takasi Tokioka 1967. Hartmeyeria chinensis ingår i släktet Hartmeyeria och familjen lädermantlade sjöpungar. Inga underarter finns listade i Catalogue of Life.